# Trunch
Trunch är en by och en civil parish i North Norfolk i Norfolk i England. Orten har 909 invånare (2011). Byn nämndes i Domedagsboken (Domesday Book) år 1086, och kallades då Tru(h)chet.